# D.O.A. (band)
D.O.A. is een hardcore punk band uit Vancouver, Canada. D.O.A. bestaat sinds 1978. Het enige bandlid dat vanaf het begin meespeelt is gitarist Joey "Shithead" Keithley. De band kreeg enige bekendheid in Europa met het album Last Scream Of The Missing Neighbors, waarop de band samenwerkt met Jello Biafra, zanger van Dead Kennedys. Thema's van de nummers zijn onder andere antiglobalisme, vrijheid van meningsuiting en sociale ongelijkheid.
Ter gelegenheid van de 25e verjaardag van de band in 2003, verklaarde de burgemeester van Vancouver, Larry Campbell, 21 december tot "D.O.A.-Day".

## Discografie

### Albums
- Disco Sucks (EP, 1978)
- Something Better Change
- Hardcore ‘81 (1981)
- War On 45 (EP, 1982 EP)
- Bloodied But Unbowed
- Let’s Wreck The Party (1992)
- True (North) Strong & Free
- The Dawning Of A New Error (Best Of, 1978–1985)
- Last Scream Of The Missing Neighbors (1989, met Jello Biafra)
- 13 Flavours Of Doom (1992)
- Loggerheads (1993)
- Murder
- Talk Minus Action Equals Zero (1991)
- Moose Droppings
- The Black Spot
- Greatest Shits (Best Of, 1978–1998)
- The Lost Tapes (1998)
- Festival Of Atheists (1998)
- Win The Battle (2002)
- War and Peace (2003, Best Of 1978–2001)
- Live Free Or Die (2004)
- Bloodied But Unbowed (2006, Kompilation 1978–1983)
- Northern Avenger (2008)
- Kings Of Punk, Hockey And Beer (2009, Best Of)

### Videoclips
- "Best Of Flipside"
- "Live at the Assassination Club" (1984)
- "Warrior" (1986)
- "The End"
- "Greatest Shits Video"
- "Smash The State" (2007)